# Sopwith Dolphin
Il Sopwith 5F.1 Dolphin fu un caccia monomotore biplano sviluppato dall'azienda aeronautica britannica Sopwith Aviation Company nei tardi anni dieci del XX secolo.
Entrato in servizio con il Royal Flying Corps poco prima del termine della prima guerra mondiale si rivelò, grazie alle ottime prestazioni, un ostico avversario dei pari ruolo a disposizione della tedesco imperiale Luftstreitkräfte rimanendo tuttavia in servizio, nella nuova Royal Air Force, per breve tempo dopo il termine del conflitto.

## Storia del progetto
All'inizio del 1917 Herbert Smith, il capo progettista della Sopwith, iniziò a disegnare un nuovo caccia equipaggiato con il motore Hispano-Suiza 8B da 200 hp. Il progetto risultante, identificato dall'azienda come 5F.1, era relativo ad un velivolo dalla velatura biplana a doppia capriata, con l'ala superiore posizionata poco più alta della fusoliera e con le semiali collegate alla stessa da una struttura aperta realizzata in tubi d'acciaio. La posizione relativa tra le due ali era caratterizzata da uno scalamento negativo: in altre parole l'ala superiore era più arretrata dell'inferiore (di 13 in) in modo tale da mantenere un corretto posizionamento del baricentro. La posizione del sedile nell'abitacolo permetteva al pilota di sporgere la testa oltre alla cellula garantendo un ottimo campo visivo; tuttavia la soluzione risultava a volte ostica ai piloti con meno esperienza che trovavano difficoltoso mantenere il velivolo in volo livellato per l'impossibilità di scorgerne il naso dal posto di guida. Questo risultava comunque caldo e confortevole, in parte grazie alla vicinanza dei tubi dell'impianto di raffreddamento che collegavano il motore al radiatore.
Il primo prototipo, battezzato da Sopwith "Dolphin" (delfino), venne equipaggiato con un motore Hispano-Suiza 8, un 8 cilindri a V raffreddato a liquido in grado di erogare una potenza pari a 150 hp, in quella versione dotato di riduttore di velocità interposto all'elica e caratterizzato dalla presenza di un impianto di raffreddamento abbinato ad un radiatore di tipo automobilistico. In questa configurazione Harry Hawker, pilota collaudatore dell'azienda, lo portò in volo per la prima volta il 23 maggio 1917; l'aereo venne quindi inviato, ad inizio giugno, a Martlesham Heath per il programma di test ufficiale davanti al personale del British Army. Il successivo 13 giugno il prototipo venne pilotato fino a Saint-Omer, in Francia, non senza inconvenienti: non venendo infatti riconosciuto per il suo inusuale aspetto fu oggetto di fuoco amico da parte di armi contraerei alleate. Sottoposto alla valutazione di alcuni piloti del No. 60 Squadron RFC, tra i quali l'asso Billy Bishop, venne giudicato favorevolmente. In data 28 giugno 1917 il Ministry of Munitions, ministero deputato all'approvvigionamento dell'esercito, emise un primo ordine per 200 esemplari alla Hooper & Co. seguito dopo poco tempo da un successivo ordine di 500 unità alla Sopwith e 200 alla Darracq Motor Engineering Co.
Il secondo prototipo si distingueva per la diversa collocazione del radiatore, ora posizionato tra le due semiali superiori, e per la presenza di vistosi intagli nelle radici alari realizzati per estendere il campo visivo del pilota anche sotto il velivolo. Queste modifiche non riscossero però il successo sperato e vennero perciò omesse nei successivi esemplari.

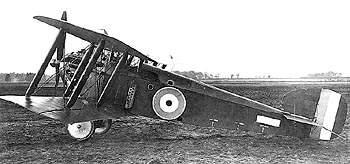
Il terzo prototipo.

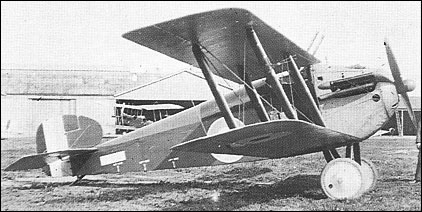
Il terzo prototipo fotografato al campo di volo di Brooklands.

Il terzo ed il quarto prototipo furono anch'essi interessati da numerose modifiche, al radiatore, nella forma della parte dorsale della fusoliera, e nella sezione verticale dell'impennaggio, con stabilizzatore e timone di diverso disegno. Il quarto prototipo fu selezionato come modello standard da avviare alla produzione in serie, iniziata nell'ottobre 1917 e che prima della fine di quell'anno si attestò già su 121 unità costruite.

## Impiego operativo

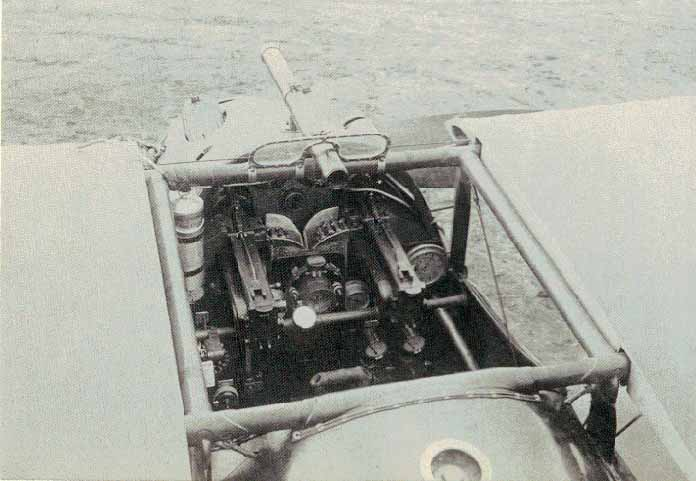
Il cockpit del Dolphin.

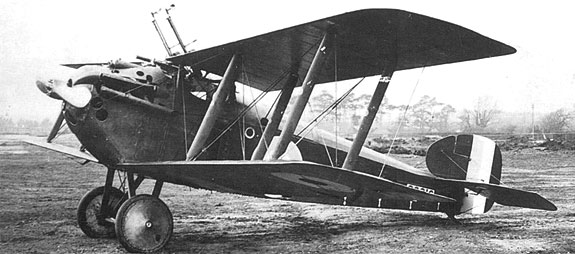
Un Dolphin equipaggiato con due mitragliatrici Lewis sparanti verso l'alto e visori Norman per il controllo delle raffiche.

Il Dolphin Mk I entrò in servizio con gli Squadron No. 19 e 79 RFC nel febbraio 1918, seguito dai No. 87 e 23 il mese dopo. Il debutto del Dolphin fu interessato da numerosi incidenti dovuti al fuoco amico di piloti britannici e belgi che attaccavano il velivolo a loro sconosciuto ritenendo che fosse un modello tedesco. Per questo motivo durante le prime settimane di servizio i loro piloti furono costretti ad avvicinarsi con molta cautela ai loro colleghi alleati.
I nuovi piloti inoltre espressero preoccupazioni circa la particolare soluzione tecnica della velatura, ritenendo che in caso di incidente l'urto avrebbe potuto causare gravi lesioni a testa e collo. I primi esemplari vennero quindi spesso dotati di un'improvvisata struttura addizionale antiurto costituita da piloni in tubi d'acciaio posizionata sopra l'abitacolo per proteggere la testa del pilota. Il successivo impiego in ambito operativo dimostrò comunque che i timori di danni al pilota in caso di ribaltamento erano in gran parte infondati, per cui la struttura venne progressivamente rimossa dagli esemplari di prima linea anche se era spesso mantenuta sui velivoli destinati all'addestramento. I Dolphin impiegati in operazioni di volo notturno dal No. 141 Squadron, unità che provvedeva alla difesa aerea del territorio britannico, avevano degli anelli metallici inseriti al di sopra della struttura interna dei montanti interalari.
Nonostante i problemi iniziali il Dolphin divenne in seguito un velivolo di successo, generalmente apprezzato dai propri piloti. Il modello risultava dotato di buona velocità, manovrabile e facile da pilotare, pur se venne notata una sua tendenza a stallare, inoltre il motore Hispano-Suiza offriva, quando funzionava correttamente, eccellenti prestazioni ad alta quota. Di conseguenza, il Dolphin venne spesso schierato contro gli aerei da ricognizione tedesco imperiali come il Rumpler C.VII, i quali normalmente operavano a quote superiori ai 20 000 ft (6 096 m). Il No. 87 Squadron, in via sperimentale, iniziò ad equipaggiare i propri velivoli con apparecchiature atte a fornire ossigeno ai piloti durante il volo ad alta quota, esperimento in seguito abbandonato dopo gli studi volti ad analizzare i problemi riscontrati in ambito operativo, i quali dimostrarono che i serbatoi di ossigeno esplodevano quando venivano colpiti con armi da fuoco.
Tra quelli equipaggiati con il Dolphin, il reparto con più la più alta percentuale di successi fu il No. 87 Squadron, con 89 aerei nemici abbattuti, mentre il No. 79 Squadron, negli 8 mesi e mezzo in cui operò sul fronte, riuscì a totalizzare 64 abbattimenti. I due migliori assi ai comandi dei Dolphin operarono nel 79°, lo statunitense Captain
Francis W. Gillet, con 20 abbattimenti, seguito dal Lieutenant Ronald Bannerman, neozelandese, con 17 vittorie. Altri assi da ricordare furono il Major Albert Desbrisay Carter del No. 19 Squadron, che ottenne approssimativamente 13 dei 29 abbattimenti confermati pilotando il Dolphin ed il Captain Henry Biziou accreditato di otto vittorie.
Degli Squadron Royal Air Force solo quattro erano dotati con il Dolphin come equipaggiamento primario mentre altre unità lo utilizzarono in numero limitato. Il No. 1 (Fighter) Squadron, unità della Canadian Air Force costituita con i Dolphins e basata presso la RAF Upper Heyford. entrò in servizio nel 1918, poco dopo la firma dell'Armistizio di Compiègne.
Nell'ottobre 1918, l'American Expeditionary Forces acquistarono cinque Mk I standard per valutazioni, dei quali quattro raggiunsero gli Stati Uniti d'America al termine del conflitto.

## Esemplari attualmente esistenti

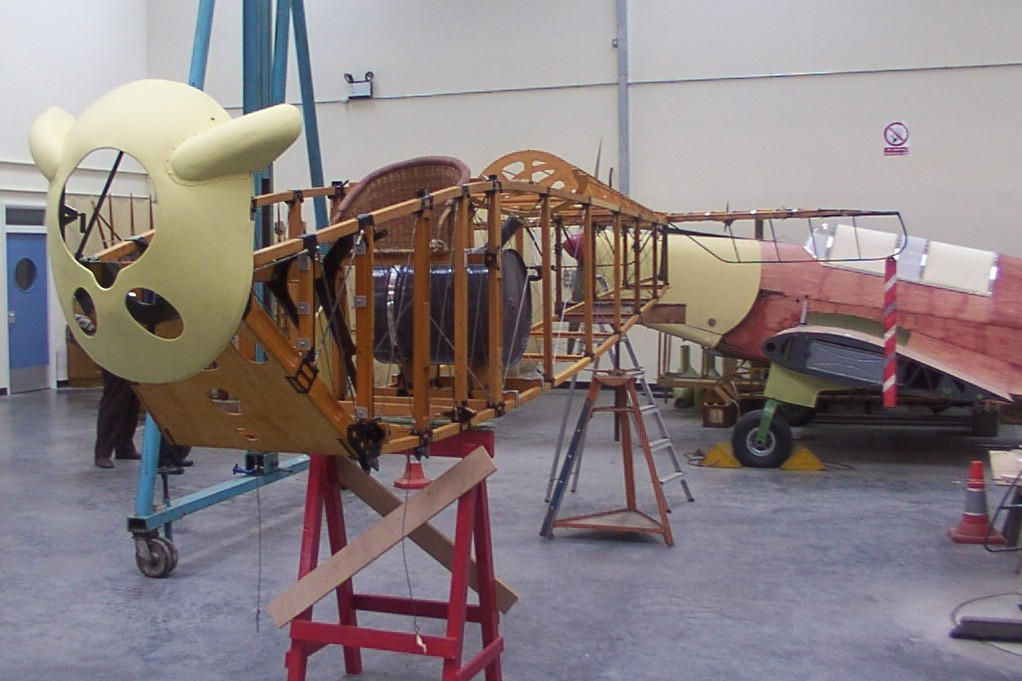
Il Dolphin Mk I in fase di costruzione al Michael Beetham Conservation Centre, parte del Royal Air Force Museum Cosford.

Non si conoscono esemplari completi arrivati ai nostri giorni, tuttavia il personale del Michael Beetham Conservation Centre, parte del Royal Air Force Museum Cosford, è riuscito a ricostruire un Dolphin Mk I sulla base di alcune parti provenienti da diverse cellule. La parte più grande riguarda una porzione lunga 6 ft proveniente dall'ultimo tratto di fusoliera del no. C3988 ed è assemblata assieme a numerose altre parti originali, incluso un serbatoio di combustibile, le ruote, i radiatori, i piani orizzontali dell'impennaggio e gli "elevators" provenienti dalle cellule dei D5329 e C4033. Nel marzo 2012 il Dolphin è stato esposto al pubblico nel Grahame White Hangar, al Royal Air Force Museum London.

## Versioni
Dolphin Mk I
versione principale tra quelle avviate alla produzione, equipaggiata da un motore Hispano-Suiza 8B dotato di riduttore da 200 hp (149 kW).
Dolphin Mk II
versione costruita su licenza in Francia, equipaggiata con un motore Hispano-Suiza 8F a presa diretta da 300 hp (224 kW).
Dolphin Mk III
versione equipaggiata con un motore Hispano-Suiza 8B a presa diretta da 200 hp (149 kW).

## Utilizzatori
Canada
- Canadian Air Force
  - No. 1 (Fighter) Squadron

 Polonia
- Siły Powietrzne (in servizio nel dopoguerra, donati dal Regno Unito, operativi nel periodo 1920-1923)
  - 19. Eskadra Myśliwska

 Regno Unito
- Royal Flying Corps
- Royal Air Force

 Stati Uniti
- United States Army Air Service

 Ucraina
- Viys'kovo-Povitriani Syly Ukrayiny (in servizio nel dopoguerra, due esemplari prestati dalla Polonia nell'ottobre 1920 e restituiti nel febbraio 1921)
  - 1. Zaporoska Eskadra Ukraińska